# Parroquia Urbana Santa Rosa
La parroquia Urbana Santa Rosa es una de las 9 parroquias urbanas de la ciudad de Valencia en Venezuela y una de las 38 parroquias civiles que integran al Estado Carabobo. Está ubicada en el centro-este de la ciudad de Valencia y debe su nombre a la iglesia de Santa Rosa de Lima. 

## Límites
- Norte: con la parroquia Urbana Catedral, parroquia Urbana San Blas y la parroquia Urbana Candelaria

- Sur: con la parroquia Miguel Peña

- Este: con la parroquia Urbana Rafael Urdaneta

- Oeste: con la parroquia Miguel Peña

## Clima
Su temperatura media anual es de 26 °C, con máximo de 32,6 °C y mínima de 18,5 °C, con un promedio de 23,3 °C a la sombra. Su elevación es de 479 m s. n. m. promedio. Como la mayor parte de Venezuela, la parroquia tiene un período de lluvias que va desde mayo a noviembre. El resto del año hay pocas precipitaciones.
| Parámetros climáticos promedio de Valencia, Venezuela       | Parámetros climáticos promedio de Valencia, Venezuela | Parámetros climáticos promedio de Valencia, Venezuela | Parámetros climáticos promedio de Valencia, Venezuela | Parámetros climáticos promedio de Valencia, Venezuela | Parámetros climáticos promedio de Valencia, Venezuela | Parámetros climáticos promedio de Valencia, Venezuela | Parámetros climáticos promedio de Valencia, Venezuela | Parámetros climáticos promedio de Valencia, Venezuela | Parámetros climáticos promedio de Valencia, Venezuela | Parámetros climáticos promedio de Valencia, Venezuela | Parámetros climáticos promedio de Valencia, Venezuela | Parámetros climáticos promedio de Valencia, Venezuela | Parámetros climáticos promedio de Valencia, Venezuela |
| Mes                                                         | Ene.                                                  | Feb.                                                  | Mar.                                                  | Abr.                                                  | May.                                                  | Jun.                                                  | Jul.                                                  | Ago.                                                  | Sep.                                                  | Oct.                                                  | Nov.                                                  | Dic.                                                  | Anual                                                 |
| ----------------------------------------------------------- | ----------------------------------------------------- | ----------------------------------------------------- | ----------------------------------------------------- | ----------------------------------------------------- | ----------------------------------------------------- | ----------------------------------------------------- | ----------------------------------------------------- | ----------------------------------------------------- | ----------------------------------------------------- | ----------------------------------------------------- | ----------------------------------------------------- | ----------------------------------------------------- | ----------------------------------------------------- |
| Temp. máx. media (°C)                                       | 31.1                                                  | 32.2                                                  | 32.2                                                  | 32.2                                                  | 31.1                                                  | 30.0                                                  | 30.0                                                  | 30.0                                                  | 30.6                                                  | 31.1                                                  | 31.1                                                  | 31.1                                                  | 31.1                                                  |
| Temp. mín. media (°C)                                       | 17.2                                                  | 17.8                                                  | 18.9                                                  | 21.1                                                  | 21.7                                                  | 20.6                                                  | 20.0                                                  | 20.0                                                  | 20.0                                                  | 20.0                                                  | 19.4                                                  | 17.8                                                  | 19.5                                                  |
| Precipitación total (mm)                                    | 5.1                                                   | 5.1                                                   | 7.6                                                   | 45.7                                                  | 106.7                                                 | 132.1                                                 | 129.5                                                 | 172.7                                                 | 134.6                                                 | 99.1                                                  | 53.3                                                  | 15.2                                                  | 906.8                                                 |
| Fuente: The Weather Channel Interactive, Inc. Marzo de 2009 |                                                       |                                                       |                                                       |                                                       |                                                       |                                                       |                                                       |                                                       |                                                       |                                                       |                                                       |                                                       |                                                       |

## Complejos urbanísticos
La Parroquia está conformada por el casco, 3 urbanizaciones y 23 barrios (asentamientos irregulares).

### Urbanizaciones
- La Castellana
- La Finca
- Ritec

### Barrios
- Andrés Eloy Blanco
- Antonio José de Sucre
- Aquiles Nazoa
- La Blanquera
- Las Brisas (Brisas del Sur)
- Brisas del Terminal (Veinticuatro Horas)
- El Carmen (Norte y Sur)
- César Girón
- La Concordia
- Los Leones
- La Libertad
- La Maestranza
- La Milagrosa
- Ochocientos Diez (810)
- La Planta
- Rancho Grande
- El Romancero
- Los Taladros
- Trece de Septiembre
- El Triunfo
- El Vivero
- Barrio América

## Sitios de interés
En la parroquia Urbana Santa Rosa se encuentran varios sitios de interés de la ciudad de Valencia como:
- Plaza de toros Monumental de Valencia

- Parque Recreacional del Sur

- Estación Monumental del Metro de Valencia

- Maternidad del Sur

- Multimercado Los Goajiros (antiguo Terminal de Pasajeros de Valencia).